# SK Dmitrov
SK Dmitrov (česky Sportovní komplex Dmitrov, rusky Спортивный комплекс «Дмитров») je městský sportovní areál pro provozování různých sportů ve městě Dmitrov v Moskevské oblasti Ruska. Komplex byl otevřen 29. listopadu 2003. Ledová aréna je domovským stadionem hokejového týmu Dmitrov z VHL a klubu ženského hokeje Tornado.
K stadionu v září 2006 přibyl sportovní a zábavní park Extreme o rozloze 4000 m². V prosinci 2007 byla vybudována další část areálu se dvěma ledovými plochami: pro krasobruslení a pro curling. Nachází se zde i 50metrový bazén "Dolphin" s 8 drahami.

## Sportovní areál
Součástí komplexu je několik sportovních budov.
Ledový komplex:
- hlavní ledová aréna (1700 lidí)
- tréninková ledová aréna (100 lidí)

Centrum krasobruslení a curlingu:
- krasobruslařské cvičiště
- curlingové cvičiště

Bazén Dolphin (8 drah na 50 metrů).
Park Ekstrim:
- lezecké místo
- platforma pro pohyb ve výšce
- hlediště

Přidružená infrastruktura:
- prodejna sportovního zboží
- tělocvična
- cvičebna
- kosmetický salon
- herní místnost
- 3 solária
- restaurace (40 míst)
- bar (40 míst)
- dětská kavárna (40 míst)

## Doprava
Z Moskvy: ze Savelovského nádraží elektrickým vlakem do stanice Dmitrov nebo autobusem ze stanice metra Altufievo na autobusové nádraží Dmitrov. Z autobusového nádraží je pět autobusových zastávek: 25, 26, 30, 40, 51, 53 nebo taxi na pevné trase s podobnými čísly jako Ledový palác.